# What Do You Want to Make Those Eyes at Me For
What Do You Want to Make Those Eyes at Me For? is een lied geschreven door Joseph McCarthy, Howard Johnson en James V. Monaco in 1916, voor de Broadwayproductie Follow Me, waarin het werd gezogen door Henry Lewis.
Het nummer werd in 1959 gecoverd door Emile Ford and the Checkmates. Hun uitvoering bereikte geen hitlijsten in de Verenigde Staten, maar werd een nummer 1-hit in het Verenigd Koninkrijk. Ook in de Nederlandse Single Top 100 was het succesvol, daar bereikte het de 3e positie.

## Shakin' Stevens
In 1987 bracht de Welshe zanger Shakin' Stevens ook een cover van het nummer uit, als tweede single van zijn zestiende studioalbum Let's Boogie.
Deze versie werd een hit op de Britse eilanden en in Vlaanderen. Het was in het Verenigd Koninkrijk zeer succesvol met een 8e. In Nederland werden geen hitlijsten gehaald, maar in de Vlaamse Radio 2 Top 30 kwam het tot een bescheiden 25e positie.

### Tracklijst
7"
1. "What Do You Want to Make Those Eyes at Me For" – 2:49
2. "(Yeah) You're Evil" – 2:11